# Экономический анализ
Экономический анализ (англ. economic analysis) — взаимосвязанные и взаимообусловленные методы изучения и научного исследования определенных экономических явлений, процессов, действий, результатов.
В экономике применяется с целью выявления закономерностей и тенденций развития экономических процессов, установления и оценки основных факторов, положительно или отрицательно влияющих на показатели эффективности. С помощью экономического анализа выявляют неиспользованные резервы улучшения показателей деятельности отдельных отраслей, объединений, предприятий. Результаты экономического анализа используют для прогнозирования и перспективного планирования экономических процессов, а также для разработки программ и рекомендаций дальнейшего эффективного развития, прибыльной деятельности.

## Определение
Согласно К. Р. Макконнеллу и С. Л. Брю, экономический анализ — это выведение экономических закономерностей из соответствующих фактов экономической действительности.

## Статистический экономический анализ
Изучение экономических данных об экономическом явлении для выяснения его характерных черт в данных конкретных условиях. Объектом статистического анализа могут быть данные об отдельном предприятии, районе, области, экономике государства в целом, а также о совокупности объектов исследования. Данные для статистического экономического анализа берут из разных статистических источников, а также получают в результате социологических наблюдений. Статистический анализ может быть полным (всестороннее изучение состояния и развития явления в целом) и частичным (выяснение состояния явления при данных условиях, взаимосвязи признаков, динамики явлений и тому подобное).
Неотъемлемыми составляющими статистического анализа являются:
- Определение цели анализа;
- Выдвижение гипотезы на основании аналитико-экономических соображений и ознакомления с конкретными условиями развития явления;
- Подбор статистических материалов и их оценки, а также систематизация отобранных данных и определения недостающих показателей;
- Дополнительная обработка материала с помощью специальных статистических методов;
- Формирование выводов и практических предложений.